# Prêmio EPS de Estatística e Física Não-Linear
O Prêmio EPS de Estatística e Física Não-Linear (em inglês:  EPS Statistical and Nonlinear Physics Prize) é um prêmio anual concedido pela European Physical Society (EPS) desde 2017. O prêmio visa reconhecer contribuições de destaque em pesquisas nas áreas da física estatística, física não-linear, sistemas complexos e redes complexas.

## Recipientes
| Ano  | Nome              | Instituição                   | Citação |
| ---- | ----------------- | ----------------------------- | --- |
| 2017 | Peter Grassberger | Universidade de Calgary       | Por suas contribuições seminais à física não-linear, em particular pela introdução da dimensão de correlação como uma medida da dimensão fractal de atratores estranhos e estudos de outros fenômenos complexos. |
| 2017 | Itamar Procaccia  | Instituto Weizmann de Ciência | Por suas contribuições seminais à física não-linear, em particular pela introdução da dimensão de correlação como uma medida da dimensão fractal de atratores estranhos e estudos de outros fenômenos complexos. |